# The History of Fear
The History of Fear è il primo video live della power metal band tedesca Primal Fear pubblicato nel 2003 in DVD; contiene estratti dai concerti tenuti al Wacken Open Air, Black Sun Tour, Videoclip, e materiale di altri festival e tour.

## Tracce

### Capitolo 1
Wacken Open Air 8/2001
1. Introduction – 00:37
2. Angel in Black – 3:35
3. Battalions Of Hate – 3:46
4. Nuclear Fire – 4:30
5. Chainbreaker – 4:12
6. Eye of an Eagle – 4:29
7. Fight the Fire – 4:43
8. Running in the Dust – 5:02
9. Silver & Gold – 3:28
10. Final Embrace – 6:23
11. Angel in Black (reprise) – 2:13

### Capitolo 2
Black Sun Tour 10/2002
1. Countdown to Insanity  – 01:26
2. Chainbreaker – 4:08
3. Black Sun  – 3:53
4. Church of Blood  – 5:07
5. Mind Control  – 5:00
6. Under Your Spell  – 4:48
7. Fear  – 4:16
8. Tears of Rage  – 6:23
9. Armageddon  – 4:13
10. Living for Metal  – 4:15
11. Medley (One with the World / (You Don't Keep Me) Satisfied / Born to Rock / Metal Gods)   – 11:47

### Capitolo3
1. Videoclip "Angel in Black"
2. Videoclip "Armageddon"

### Capitolo 4
1. Metal Warrior Report - Wacken 1999

### Capitolo 5
1. The Bootleg Section
2. Bus from Hell
3. Rares Scenes from tours & festivals in US/Canada, South America, Asia & Europe (1998 - 2003)

## Il Bonus Disc
Il cofanetto contiene la versione in CD del concerto tenuto al Wacken Open Air nell'agosto 2001.

## Tracce

### Capitolo 1
1. Introduction – 00:37
2. Angel in Black – 3:35
3. Battalions Of Hate – 3:46
4. Nuclear Fire – 4:30
5. Chainbreaker – 4:12
6. Eye of an Eagle – 4:29
7. Fight the Fire – 4:43
8. Running in the Dust – 5:02
9. Silver & Gold – 3:28
10. Final Embrace – 6:23
11. Angel in Black (reprise) – 2:13

## Formazione
- Ralf Scheepers - voce
- Stefan Leibing  - chitarra
- Tom Naumann - chitarra
- Mat Sinner - basso, cori
- Klaus Sperling - batteria